# سیلا و کاریبد

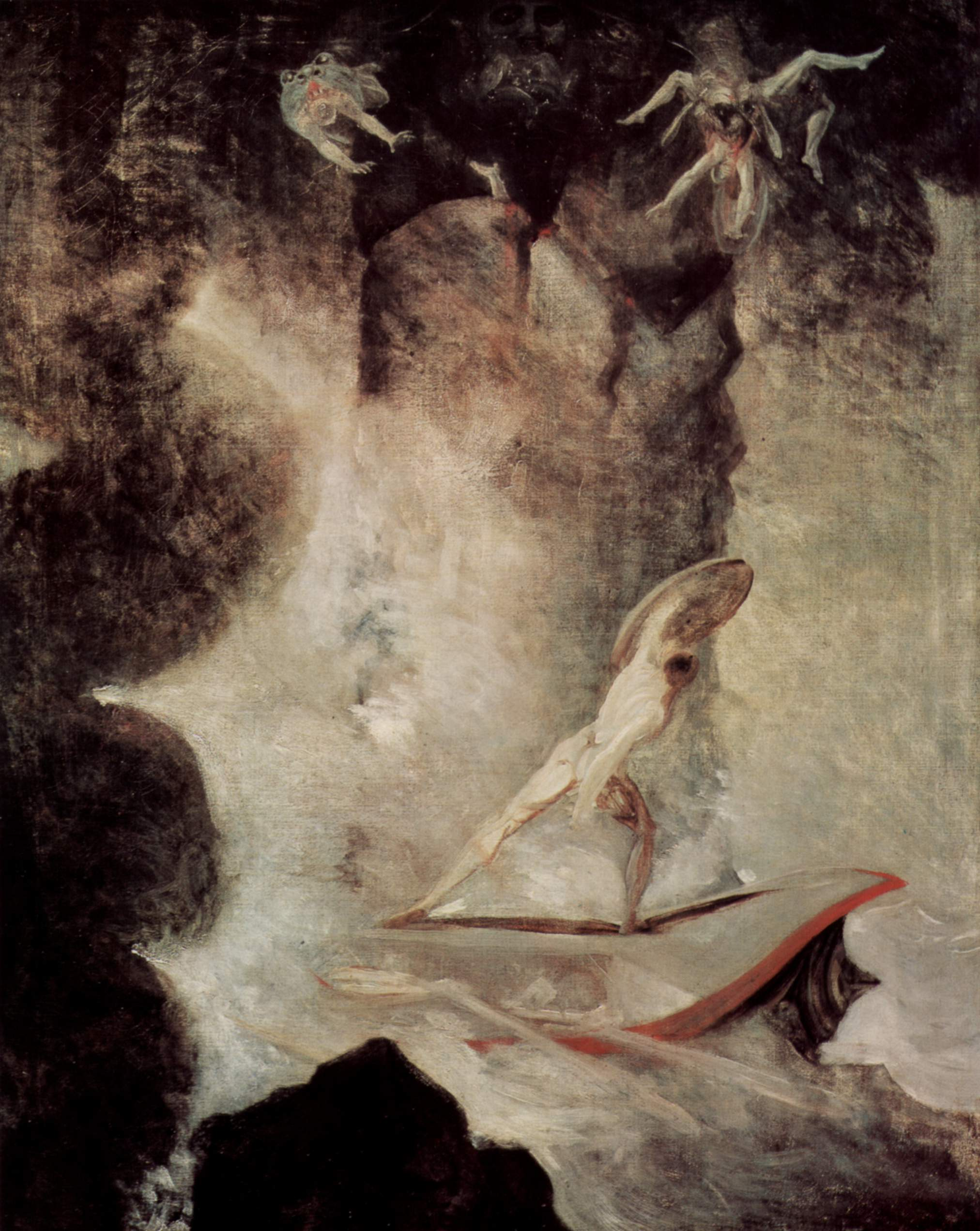
نقاشی رمانس هنری فوسلی، که اودیسه را در مواجهه با انتخاب میان سیلا و کاریبدیس نشان می‌دهد.

سیلا و کاریبد یا اسکیلا و کاریبدس یا سیلا و شاریبدیس، دو هیولای دریایی از اساطیر یونان هستند که توسط هومر مورد اشاره قرار گرفته‌اند؛ بعد از سنت‌های یونانی، محل آن‌ها را در دو طرف تنگه مسینا و مقابل یکدیگر، در نظر گرفته‌اند. این محل بین سیسیل و سرزمین اصلی گراسیا مگنا یا همان یونان بزرگ (در جنوب ایتالیا) واقع است. گفته می‌شود که سیلا و کاریبد، در واقع در کنار یکدیگر، تهدیدی جدی و غیرقابل اجتناب در مسیر عبور ملوانان به حساب می‌آمدند؛ بدین ترتیب، کاریبد و سیلا هر دو در خود معنای جلوگیری‌کننده از عبور را دارند. سیلا در واقع صخره‌ای در سواحل ایتالیاست که روبروی گرداب معروف به شاریبدیس یا همان کاریبد [که گاهی خاروبدیس نیز، ترجمه شده] و در سیسیل واقع است، قرار گرفته‌است.

## معرفی
سیلا و کاریبد دو هیولا به‌شمار می‌رفتند که در آغاز دختران زیبایی بودند، امّا برای توهین به خدایان مسخ شده و تغییرشکل داده شده بودند، آن دو روبروی هم در دو طرف تنگهٔ مسینا (مسین) اقامت داشتند.
کاریبد در زیر صخره‌ای می‌زیست و هر روز سه بار مقدار زیادی از آب دریا را با آنچه در آن بود بالا می‌کشید و گرداب وحشتناکی به وجود می‌آورد. سیلا شش سر و دوازده پا داشت و درون غاری در جزیره روبروی کاربید می‌زیست. برای کسانی که قصد عبور از تنگه را داشتند، کاربید بسیار خطرناکتر از سیلا بود و اسطوره آن‌ها نشاندهندهٔ خطراتی است که تنگه مسینا یا مسین، برای دریانوردی داشته‌است.

## توضیحات

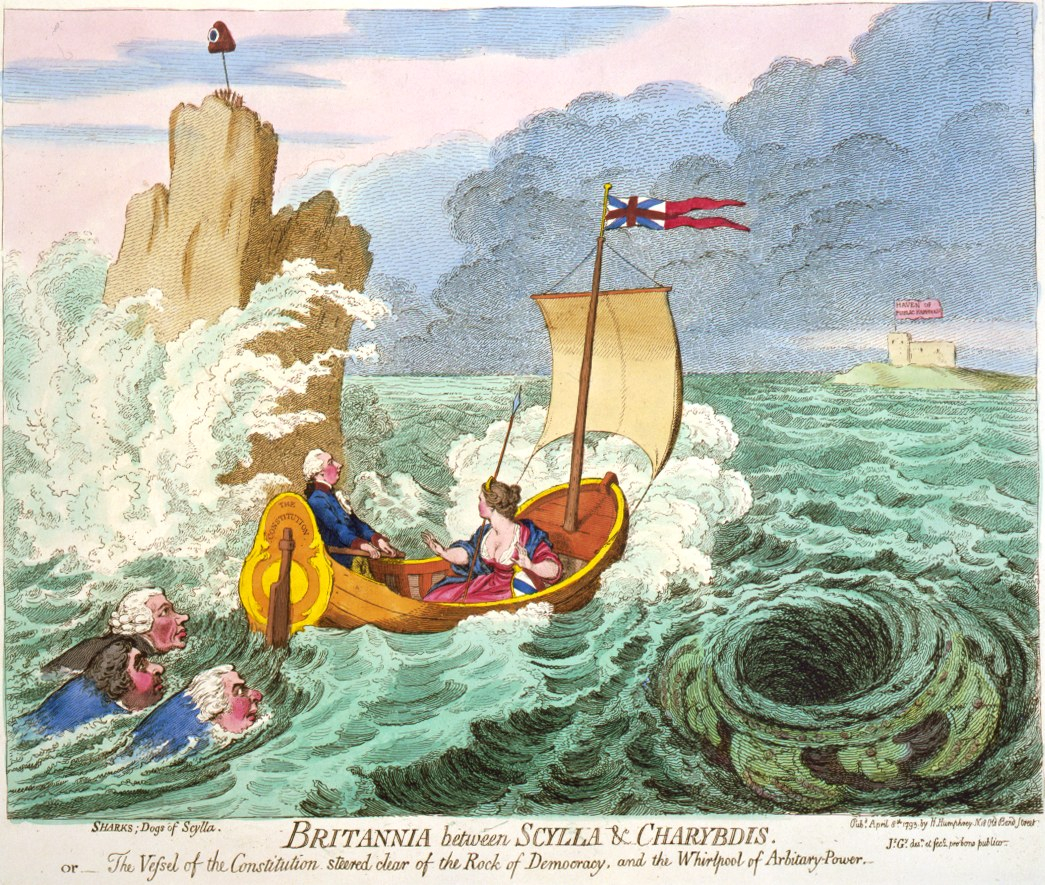
کاریبدیس

گفته شده که سیلا، موجودی بود که در نقطه‌ای از اعماق اقیانوس مأوی داشت و مرتباً ملوانانی را که به او نزدیک می‌شدند، می‌خورد. دربارهٔ ظاهر این هیولا در ادبیات کلاسیک گزارشات متنوعی وجود دارد؛ از جمله هومر در اودیسه او را دارای شش سر که بر روی گردنی بلند واقع شده‌اند، توصیف کرده‌است که دارای دوازده پا است. در حالی که اووید در کتاب متامورفیوس، او را به صورت موجودی به تصویر کشیده‌است، که قسمت بالای بدن او، به سان بدن یک حوری است، و بخش میانی بدنش از سر سگ شکل گرفته‌است. کاریبد نیز، با یک دهان گشوده و در حال خمیازه به تصویر کشیده شده‌است که با هر بار مکش خود، مقادیر عظیمی از آب را به درون خویش فرو می‌کشد، و با بیرون فرستادن پرفشار آب، که در طول روز، سه مرتبه به انجام آن اقدام می‌کند، گرداب مخوفی ایجاد می‌کند.
بر اساس اسطوره‌ها، اودیسئوس (اولیسز)، در هنگام گذر از تنگه با هیولای سیلا مواجه گردید و برای عبور از تنگه مجبور شد تا میان از دست دادن تنها چند ملوان، یا خطر از دست دادن کل کشتی در گرداب مرگباری که سیلا پدید آوره بود، یکی را انتخاب کند. جیسون و ارگونات‌ها، به خاطر کمکی که هرا بدان‌ها می‌کرد، توانستند بدون هرگونه حادثه‌ای از تنگه بگذرند، در حالی که آئنیاس برای آن که خود را از دسترس هیولا نجات بخشد، مجبور به دور زدن تنگه مرگبار گردید.